# ブラック川 (ジャマイカ)
ブラック川（ブラックがわ、英語: the Black River）は、ジャマイカで最も長い河川のひとつ。長さは、53.4 km (33.2 mi)あり、リオ・ミンホ川が92.8kmの長さをもつことが確認されるまで、ブラック川はジャマイカ最長の河川であると考えられていた。「黒い川」を意味するブラック川という名称は、厚く堆積した植生由来の腐敗物のために川底が暗い色に見えることに由来する。ブラック川が形成する低湿地では、百種以上の野鳥の存在が記録されている。

## 水源
ブラック川の水源はコックピット・カントリーであり、そこから地下水として流れた水が、コックピット・カントリーの南縁に位置するシロアの北方で表出する（北緯18度11分22秒 西経77度41分00秒 / 北緯18.1895534度 西経77.6833069度）。

## 流路
表出した水流は、アップルトン・エステート（Appleton Estate）のサトウキビ畑の間を緩やかに蛇行していく。ワン・アイ川は、上流でトレローニー教区とマンチェスター教区の境界となった後でいったん消失するヘクターズ川の水流が再び表出したもので、これが合流することでブラック川の水量が増す。マゴッティが近付くと、流速が増し、急流もあちこちで見られるようになる。
マゴッティを過ぎると、川は走路と並行して流れ、いくつかの小さな滝を経てアップル・バレー公園（Apple Valley Park）のブラック川峡谷（the Black River Gorge）を流れ下る。ニュートン（Newton）を過ぎると、スミス川（the Smith River）などいくつかの小さな支流が合流してアッパー湿原（Upper Morass）となり、一帯にはイグサ類が繁茂する。エリム（Elim）地区では、「アフリカン・パーチ（African perch）」（「アフリカのペルカ」の意、ティラピアの類）の一種が養殖されており、当地では、繁殖力の高い魚種であることから「ジーザス・フィッシュ（Jesus Fish）」（「イエスの魚」）と称している。当地では、アメリカレンカクを「ジーザス・バード（Jesus Bird）」（「イエスの鳥」）と称するが、こちらは、この鳥が水生植物の葉の上を歩き回る様子が、水面上を歩いているかのように見えることに由来する。
アッパー湿原と、ローワー湿原（Lower Morass）の間には、ラコビアとミドル・クオーターズがある。ミドル・クオーターズは、地元で「ホット・ペッパー・シュリンプ（hot pepper shrimps）」と呼ばれているザリガニが有名である。ここで漁師たちが用いる罠は、アフリカのニジェール川で見られるものと類似しており、これを作る技術は、三百年以上前に奴隷たちがこの島に持ち込んだものである。
ローワー湿原は1997年にラムサール条約登録地となり、草が生える湿地、河畔林、沼地林、石灰岩の島々、沿岸の氾濫原、淡水域、砂丘、水深の浅い三角江、マングローブなどから成り、多様な魚類、鳥類、その他の野生生物にとって豊かな生態系の環境が形成されており、タイマイ、ロブスター、マングローヴスナッパー（mangrove snapper、ネズミフエダイ）、ジャマイカスライダーなどのスヌーク（アカメ）、ボラの類もいる。ここでは支流の一つであるY・S川が合流し、カリブ海地域で最大規模の14,085エーカー（およそ57km2）に及ぶローワー湿原が形成されている。この沼地には、アメリカワニもいるが、農地開発のための排水や、観光客による巣の破壊などがおもな原因となって生息域が縮小し、個体数は減少している。鳥類では、白鷺などサギ類やミサゴ、ハシグロリュウキュウガモなどがいる。ローワー湿原のマングローブの樹々は、時としてクモの脚のような目を見張らんばかりの気根を伸ばしていたり、川の中で40フィート（およそ12m）も根を伸ばしていたりする。
ブラック川の河口（北緯18度01分18秒 西経77度50分49秒 / 北緯18.021624度 西経77.846949度）は、川の名からそう呼ばれているブラック・リバーの町の東のはずれに位置している。

## 商用利用
かつては、上流で伐採したアカミノキの木が、ブラック川で河口の港まで流され、染料の原材料としてイングランドに輸出されていた。
今日では、モーターボートに観光客を乗せて、ブラック・リバーの町からローワー湿原の一部をめぐる遊覧が行われている。